# Калоян Армен Мігранович
Армен Калоян (нар. 14 грудня 1970, м. Харків, УССР) — український актор, театральний та оперний режисер. Заслужений діяч мистецтв України (2020).